# Нервная сеть

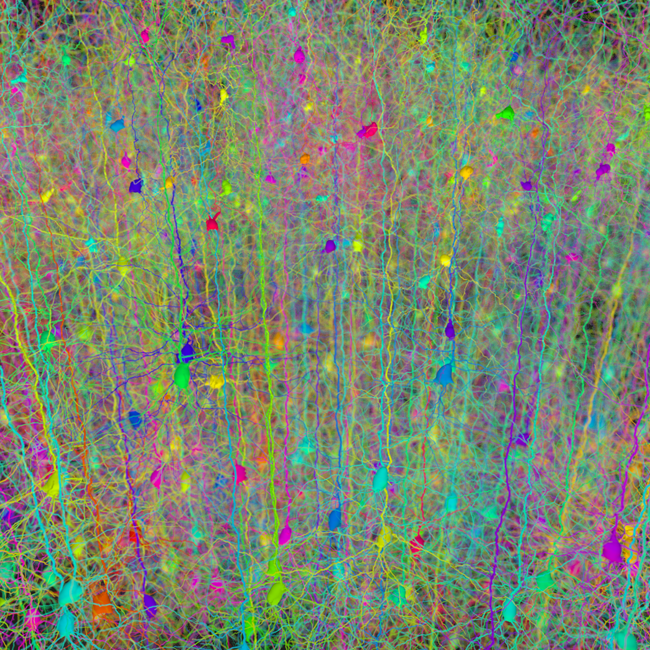
Компьютерная модель ветвистой архитектуры дендритов пирамидальных нейронов

Нервная сеть (биологическая нейронная сеть) — совокупность нейронов головного и спинного мозга центральной нервной системы (ЦНС) и ганглия периферической нервной системы (ПНС), которые связаны или функционально объединены в нервной системе, выполняют специфические физиологические функции.
Нервная сеть состоит из группы или групп химически или функционально связанных нейронов. Один нейрон может быть связан со многими другими нейронами, а общее количество нейронов и связей в сети может быть достаточно большим. Место контакта нейронов называется синапсом, типичный синапс — аксо-дендритический химический. Передача импульсов осуществляется химическим путём с помощью медиаторов или электрическим путём посредством прохождения ионов из одной клетки в другую.
С понятием "нервная сеть" тесно связано понятие "коннектом", являющийся полным описанием структуры связей в нервной системе организма.

## Нейронная сеть
Представление о нервных сетях оказало значительное влияние на технологии искусственного интеллекта, в попытке построить математическую модель нервной сети был создан обширный инструментарий (искусственных) нейронных сетей, широко используемый в прикладной математике и информатике.
Нейроны объединены в последовательно расположенные слои. Отдельно выделены два крайних слоя — входной и выходной. Через входной слой нейросеть получает информацию, через выходной передает результат ее обработки. Все промежуточные слои называются скрытыми.
Каждый скрытый слой соединен с двумя соседними (предыдущим и следующим) сложной системой связей. В простейшем случае в каждый его нейрон попадают сигналы от каждого нейрона предыдущего слоя, обрабатываются, а затем из него уходят в каждый нейрон следующего слоя.

## История
Первые представления о нервных сетях отмечены у Бейна (1873) и Джеймса (1890), в своих работах они рассматривают мыслительную деятельность как результат взаимодействия между нейронами в головном мозге.
Согласно Бейну, любая деятельность ведёт к активизации определённого набора нейронов. При повторении той же деятельности связи между этими нейронами укрепляются. Согласно его теории, эти повторения ведут к формированию памяти. Научное сообщество того времени восприняло теорию скептически, поскольку следствием её являлось возникновение чрезмерного количества нервных связей в мозге. Теперь очевидно, что мозг является чрезвычайно сложной конструкцией и способен работать с несколькими задачами одновременно.
Теория Джеймса была схожа с теорией Бейна, но в то же время Джеймс предположил, что формирование памяти происходит в результате прохождения электрических токов между нейронами в головном мозге, не требуя соединений нейронов для каждого акта запоминания или действия.
Британский физиолог Шеррингтон в 1898 году провёл эксперименты для проверки теории Джеймса, в которых пропускал электрический ток вдоль спинного мозга крыс. При этом вместо ожидаемого усиления тока, согласно теории Джеймса, Шеррингтон обнаружил, что электрический ток ослабевает с течением времени. Результаты экспериментов Шеррингтона сыграли важную роль в разработке теории привыкания.